# Dean Beța
Marian Dean Beța (n. 11 mai 1991, Reșița, Caraș-Severin, România) este un fotbalist român, care joacă pe post de fundaș la CSA Steaua București în Liga a II-a. Pe plan internațional, are prezențe la națională pentru România Sub-17, România Sub-19 și România Sub-21.